# Parc Nacional de Varangerhalvøya
El Parc Nacional de Varangerhalvøya (en noruec: Varangerhalvøya nasjonalpark) és un parc nacional de Noruega, que està situat a la península de Varanger, al comtat de Finnmark. Es troba als municipis de Båtsfjord, Unjárga, Vadsø i Vardø, a la part nord-oriental de Noruega. La península és l'àrea més gran dins de la zona de clima àrtic a la Noruega continental.

## Flora i fauna
Atès que les espècies de l'Àrtida, de l'est de Sibèria, i les àrees més meridionals conviuen totes juntes a la península de Varanger, la vida vegetal és distintiva. Els petits boscos de fulla caduca a la zona es troben entre els més septentrionals del món.
El sòl especial de roca i terra del parc origina la vila d'espècies rares com la Rosella de Svalbard (Papaver dahlianum).
La península té encara un ecosistema alpí completa amb rens, goluts, i la guineu àrtica. Aquesta última és l'espècie de mamífers més amenaçada de Noruega. Un programa especial basat en la reducció del nombre de la guineu vermella dominant ha mostrat molt bons resultats per a la petita població de guineus de l'Àrtic.

## Nom
El primer element és Varanger, nom propi. L'últim element és la forma finita de halvøy ("península"). Per tant, "península de Varanger". El significat de la primera part del nom és originalment el nom d'un fiord. La primera part significa "poble de pescadors", i l'última part és angr que significa "fiord".